# Battaglia della Bicocca
La battaglia della Bicocca fu uno storico episodio militare che si svolse il 27 aprile 1522 nei pressi della Bicocca degli Arcimboldi, nell'omonimo quartiere alle porte di Milano. Si concluse con una schiacciante vittoria degli imperiali di Carlo V a danno dei francesi di Francesco I e fu il preludio della loro disfatta di Pavia del 1525.

## Antefatti
Verso la fine di aprile del 1522 le forze franco-veneziane erano impegnate in operazioni militari attorno a Pavia, tenuta dagli imperiali. Il 20 del mese si ebbe una svolta quando gli svizzeri al soldo del Lautrec (Odet de Foix) lo minacciarono di disertare in massa se non avesse provveduto tempestivamente a liquidare loro la paga dovuta per il mese di marzo. Il Maresciallo di Francia, a corto di denaro per pagarli, decise di abbandonare le operazioni nel pavese e ripiegare a Novara dove avrebbe atteso l'arrivo del re Francesco I di Francia con rinforzi e, soprattutto, denaro. Consigliò alle forze veneziane guidate dal provveditore Andrea Gritti di portarsi attorno a Monza per coprire la ritirata dell'esercito francese ed attendere l'arrivo di altri mercenari svizzeri che nel frattempo erano giunti ad Arona. Il Gritti inizialmente dissentì, considerandola una mossa pericolosa ed inviò l'artiglieria veneziana al sicuro a Crema, poi però fu persuaso a seguirlo. Il 21 aprile l'esercito franco-veneziano si accampò attorno a Melegnano dove il Lautrec riuscì a convincere i capitani della fanteria svizzera a pazientare altri quattro o cinque giorni promettendo di inviare una scorta di cavalieri pesanti ad Arona per prelevare il denaro per le paghe; gli svizzeri accettarono di combattere sino al 12 maggio a patto che fosse versata loro anche la paga di aprile. Mentre i franco-veneziani si trovavano a Melegnano, l'esercito imperiale guidato da Prospero Colonna era accampato a Binasco, a metà strada tra Milano e Pavia.
Il 22 aprile il Colonna, informato dei movimenti del nemico, mosse da Binasco andando a piantare il nuovo accampamento a circa un miglio da quello svizzero. Data la superiorità numerica degli imperiali e il rischio di un assalto imminente, vi furono disordini tra gli svizzeri che riuscirono ad essere faticosamente sedati dai loro comandanti. Gli scontri tra i due eserciti si limitarono però ad alcune scaramucce tra i cavalleggeri francesi, che si erano portati sino ai sobborghi di Milano, cioè i nuclei urbani appena fuori le mura, e quelli spagnoli. I primi prevalsero, furono catturati una cinquantina di spagnoli e qualche carro con vettovaglie.
Il 24 aprile l'esercito franco-veneziano marciò verso Monza facendo tappa a Premenugo la sera stessa e a Pessano il giorno successivo, sino ad accamparsi attorno al capoluogo brianzolo la mattina del 26. Furono inviate delle squadre di cavalleria verso il Colle di Brianza per assicurarsi una via di rifornimento ma giunte ai suoi piedi furono bersagliati dagli schioppettieri ivi presenti e costretti a ripiegare.
Il Colonna, nel tentativo di anticipare i francesi, mosse prima verso Chiaravalle, poi a Cassino Scanasio, molestato dai cavalleggeri nemici, quindi si presentò davanti alle mura di Milano ma il popolo, temendo le soldatesche, non gli aprì le porte, assicurandogli però la paga dei soldati a costo di cedere la propria argenteria alla zecca per il conio delle monete.

## Battaglia

### Preparativi
Il 26 aprile il Colonna, sapendo che ormai il nemico sarebbe arrivato prima di lui a Monza, decise di accamparsi in parte all'interno e in parte nei terreni a sud della Bicocca degli Arcimboldi, splendida dimora di campagna dell'nobile famiglia milanese, a circa sei chilometri a nord di Milano. Il parco costituiva un luogo ideale per un accampamento in quanto protetto su tutti i lati da un fossato. A ovest, tra il parco e il borgo di Niguarda, si estendevano terreni paludosi che avrebbero reso difficoltoso qualunque tentativo di aggiramento. A est la roggia che lo delimitava proseguiva verso sud parallela alla strada che collegava Sesto a Milano sino a passare dopo qualche centinaio di metri sotto un ponte dove vi era il bivio per Niguarda. Data la difficoltà di attaccare la metà meridionale dell'accampamento su questo lato, il controllo del ponte costituiva un importante obiettivo strategico per poter attaccare il nemico alle spalle, dove era più vulnerabile. A nord la roggia si trasformava in un vero e proprio canale allagato dietro al quale vi era una strada ribassata. Il Colonna si adoperò per fortificare ulteriormente il luogo, facendo erigere bastioni, ripari e palizzate attorno al parco nonché un terrapieno alto almeno tre metri sul lato nord, lungo circa 500 m.
Fece schierare su quattro file i 4000 schioppettieri spagnoli comandati da Fernando Francesco d'Avalos sul terrapieno e tra una squadra e l'altra dispose la maggior parte dei 28 pezzi d'artiglieria di piccolo calibro che aveva a disposizione. Dietro di loro vi erano i 12000 lanzichenecchi e picchieri spagnoli disposti su due quadrati e guidati da Georg von Frundsberg. Più indietro ma sempre all'interno del parco si trovavano anche gli 800 cavalleggeri e i 400 cavalieri pesanti spagnoli di Antonio de Leyva. Il Colonna decise allora di inviare messaggeri a Milano per chiedere rinforzi al duca Francesco II Sforza che venne in suo aiuto con 6000 fanti e 400 cavalieri pesanti milanesi che si incaricarono di difendere il ponte a sud del parco.
L'esercito franco-veneziano quel giorno era accampato tutt'attorno a Monza, a meno di dieci chilometri dal nemico. Si riunì un consiglio di guerra per decidere se accettare battaglia o ritirarsi al termine del quale si decise di affrontare gli imperiali. Lautrec inviò un contingente di 400 cavalleggeri al comando di Antoine de Pontdormy a raccogliere informazioni sul campo nemico, apprendendone la posizione e le condizioni del terreno. I francesi avanzarono poi verso le posizioni nemiche schierandosi subito a sud del borgo di Sesto.
L'avanguardia dell'esercito francese era costituita da metà dei 7000 picchieri svizzeri divisi in due gruppi guidati da Albrecht Von Stein e Arnold Winkelried insieme a una piccola parte dei cavalieri pesanti francesi di Anne de Montmorency e all'artiglieria. Il corpo principale dell'esercito era diviso in due gruppi, l'uno guidato personalmente dal Lautrec e formato dall'altra metà dei picchieri svizzeri e da circa 2000 schioppettieri italiani guidati da Giovanni delle Bande Nere che andò a disporsi attorno alla strada tra Sesto e Niguarda, l'altro formato dai 300-400 cavalieri pesanti di suo fratello Thomas de Foix-Lescun e del Pontdormy che si collocò ad est della strada tra Sesto e Milano. La retroguardia era infine costituita da circa 6000 fanti e alcune centinaia di cavalieri veneziani guidati Andrea Gritti e da Francesco Maria della Rovere.

### Lo scontro
Lautrec alla Bicocca pensò di adottare la stessa tattica utilizzata dal cugino Gaston de Foix un decennio prima nella battaglia di Ravenna ovvero bombardare le linee nemiche con l'artiglieria e gli schioppettieri costringendole ad uscire dall'area trincerata per poi dar battaglia. L'artiglieria francese in effetti avanzò sino a giungere a tiro, dopodiché iniziò a bombardare le posizioni nemiche. Gli schioppettieri spagnoli del d'Avalos tuttavia mantennero la propria posizione e non risposero con lo stesso volume di fuoco, facendo sprecare munizioni ai francesi.
A questo punto gli svizzeri, impazienti di combattere per infliggere agli imperiali una sconfitta decisiva in modo da poter essere pagati al più presto e tornarsene in patria, assaltarono all'arma bianca il terrapieno nemico contravvenendo agli ordini del Maresciallo, seguiti dai cavalieri del Montmorency. Fernando Francesco D'Avalos allora ordinò di far fuoco all'artiglieria e agli schioppettieri con effetti devastanti, soprattutto per merito dei secondi. Molti svizzeri riuscirono a raggiungere la base del terrapieno che però si dimostrò troppo alto per poter essere facilmente superato e divennero facile bersaglio dei proiettili nemici. I pochi che riuscirono a superare i bastioni furono massacrati dai lanzichenecchi del Frundsberg. Il Lautrec cercò di rimediare ordinando ai 900 schioppettieri italiani di tenere impegnato il nemico colpendolo ai fianchi ma il terreno e il fossato non resero agevole la manovra che si dimostrò inefficace. Dopo appena mezz'ora di combattimenti gli svizzeri, decimati dagli archibugi nemici, si diedero alla fuga. Babone Naldi, a capo di circa 600-800 schioppettieri italiani, riorganizzò i propri uomini e contrattaccando recuperò alcuni pezzi d'artiglieria francesi prima di ritirarsi a sua volta. Anne de Montmorency fu l'unico dei nobili francesi a sopravvivere a quell'assalto.
Il Lautrec allora ordinò al Lescun e al Pontdormy di attaccare con la cavalleria pesante il ponte difeso dallo Sforza ma le condizioni del terreno e le ridotte dimensioni della struttura nullificarono l'efficacia di buona parte delle cariche. Il Lescun riuscì comunque superare il ponte e a entrare nel campo nemico dove catturò Ambrogio Landriani ma venne ferito al braccio da un proiettile di archibugio. La cavalleria del De Leyva allora uscì dal parco e caricò il Lescun riuscendo a respingerlo e solo il contenimento delle truppe sforzesche da parte del Pontdormy gli permise la fuga. Di rimando la cavalleria francese, per evitare l'accerchiamento, rinunciò alla cattura del ponte ritirandosi verso il resto dell'esercito.
A questo punto il Lautrec, di fronte alla disfatta, decise di ritirarsi dal campo insieme ai veneziani, rimasti pressoché inoperosi. Il Colonna, con il parere favorevole del Frundsberg e quello contrario dell'Avalos, optò per non inseguirlo poiché reputava che l'esercito francese, pur costituendo ancora una forza rilevante, non sarebbe stato in grado di tenere i suoi possedimenti in Italia. Alcuni reparti di cavalleria leggera e di archibugieri tallonarono comunque i francesi ma furono respinti dalle Bande Nere in ritirata insieme all'artiglieria.

### La battaglia secondo il Verri
Così Pietro Verri descrive la battaglia:
(Storia di Milano, 1798 - Tomo II, pp. 186-189 (cap. XXIII))

## Conseguenze
Gli svizzeri ebbero, a seconda delle fonti, 3000-7000 morti tra cui 22 capitani (compresi Albert von Stein e Arnold Winkelried) e numerosi feriti e il 30 aprile abbandonarono i francesi tornando in patria.  La sconfitta fu talmente pesante per l'esercito francese che fu costretto a ritirarsi prima in territorio veneto a Trezzo poi a Cremona quindi oltre le Alpi. L'esercito veneto, pressoché intatto, si ritirò nei domini della Serenissima. Le perdite dell'esercito imperiale furono minime. Il Colonna catturò Monza e di lì Fernando Francesco d'Avalos conquisterà Genova. Dopo la perdita di questa città i francesi cedettero il Castello Sforzesco a Francesco II Sforza che ottenne il completo controllo su Milano e continuò a governare il Ducato fino alla sua morte nel 1535. 
La disfatta della Bicocca confermò la vulnerabilità della fanteria svizzera agli archibugieri e all'artiglieria determinandone il definitivo tramonto, peraltro già adombrato a Marignano.
Nel luglio del 1523 Andrea Gritti, divenuto doge, firmò il trattato di Worms con Carlo V con il quale rinunciava ad ogni supporto ai francesi, ritirandosi dalla guerra.
Dal punto di vista della linguistica storica è interessante rilevare che se in francese, lingua degli sconfitti, il termine ha assunto l'accezione segnalata dal Verri, al contrario in spagnolo bicoca, simbolo di una facile vittoria, ha assunto il valore di "facile guadagno, cosa di valore che si può acquisire con poco sforzo".